# Loxodera bovonei
Loxodera bovonei är en gräsart som först beskrevs av Emilio Chiovenda, och fick sitt nu gällande namn av Georg Oskar Edmund Launert. Loxodera bovonei ingår i släktet Loxodera och familjen gräs. Inga underarter finns listade i Catalogue of Life.